# エキスプレス (制作プロダクション)

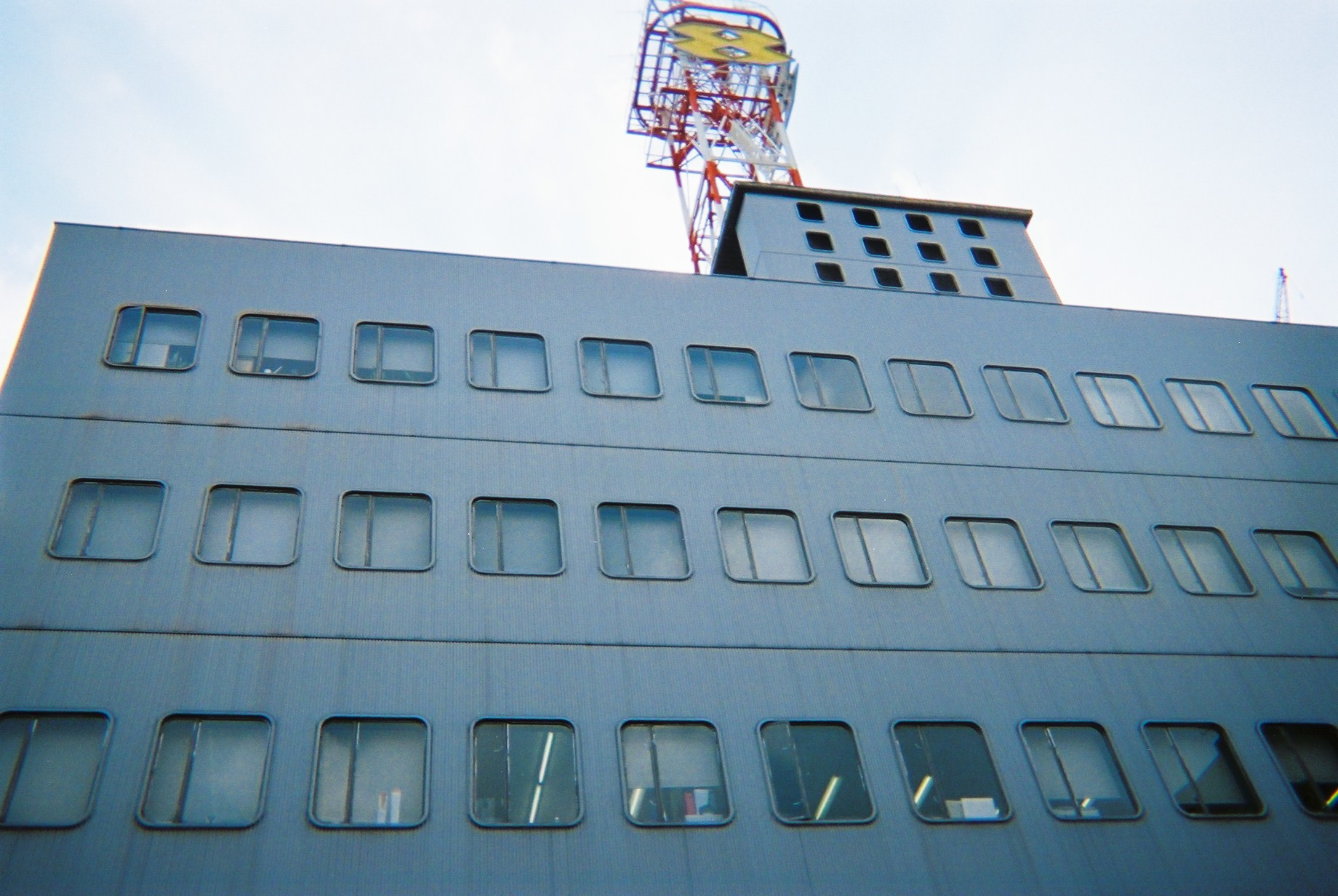
2012年2月まで大阪本社が入居していたデジタルエイトビル（関西テレビ放送旧本社社屋。建物は老朽化のため現本社移転後に解体された）

株式会社エキスプレスは、テレビ番組の制作・技術協力などを行うプロダクションである。番組のスタッフロールではExpressと表記される。1961年創立。

## 概要
各放送局のテレビ番組の制作・技術協力で全国展開を行っている。プロ野球、ラグビー、ゴルフ、サッカーなどスポーツ中継や著名アーティストのライブ中継の他、映画制作にも積極的に携わっている。1998年の冬季長野五輪の国際映像制作でボブスレー・リュージュ会場を担当、以来シドニー、北京とオリンピックの映像配信で一役買う。
所有するHD対応中継車は大型4台、小型1台を所有。更に音声中継車も1台所有しており、いずれも大阪府箕面市にある千里オフィス（StudioFREX内）に常駐している。
なお、グループ会社については外部リンクを参照のこと。

## 事業所
- 大阪本社、東京事業本部（東京都港区）、名古屋事業本部、新木場オフィス（東京都江東区）、千里オフィス（大阪府箕面市）
  - 以前には東京都中央区に銀座オフィスが設けられていた。

## 衛星放送事業
2009年時点で3チャンネルを運営していたが、2010年5月に当時ビクトリーチャンネルを運営するスカイビジョンに譲渡して一旦衛星放送事業から撤退した。その後スカイビジョンが衛星放送送信事業から撤退することになり、2012年12月にスカイビジョンから2チャンネルを譲受して運営を行っている。
現有チャンネル
- 鉄道チャンネル

過去のチャンネル
- EXエンタテイメント（現・寄席チャンネル。2014年9月1日、アトス・ブロードキャスティングに移管）
- EXスポーツ（2016年11月1日、メディア・サプライ・パートナーズに移管）
- たちかわ・西武園競輪チャンネル（同上）
- ACCESS（現・鉄道チャンネル）
- EXライブ（旧・ビクトリーチャンネル）